# Anton Krijgsman
Anton Krijgsman (5 de maio de 1898 — 1 de maio de 1974) foi um ciclista holandês, que se dedicou principalmente ao ciclismo de pista. Representou os Países Baixos competindo corrida de 50 km nos Jogos Olímpicos de 1920 em Antuérpia, embora ele não conseguiu terminar.